# Jack Taylor (simmare)
Jack George Neil Taylor, född 31 januari 1931 i Akron i Ohio, död 30 maj 1955 i Guantánamobasen, var en amerikansk simmare.
Taylor blev olympisk bronsmedaljör på 100 meter ryggsim vid sommarspelen 1952 i Helsingfors.